# Торговая улица (Мариуполь)
Торго́вая у́лица (укр. Торгова вулиця) — одна из старейших улиц Мариуполя. В настоящее время носит историческое название (полученное улицей 28 сентября 1876 года), в 1924—1991 годах была переименована и носила название III Интернационала. Расположена перпендикулярно центральной улице города — проспекту Мира. Торговая начинается тупиком южнее Итальянской улицы и заканчивается вблизи центра района Правого берега у улицы Верхние Аджахи.
На своём пути пересекает следующие улицы:
- Итальянская улица
- Георгиевская улица
- проспект Мира
- Николаевская улица
- Митрополитская улица
- Кузнечный переулок (по нечётную сторону)
- Фонтанная улица (по чётную сторону)
- Евпаторийская улица
- Каффайская улица
- Банный спуск (по нечётную сторону)
- Готфейская улица (по чётную сторону)
- Карасёвская улица
- бульвар Шевченко
- Марьинская улица
- Успенская улица
- Кальмиусский переулок
- Кальмиусская улица
- переулок Левицкого
- улица Левицкого
- Заводской переулок
- улица 10-го Сентября

От Георгиевской улицы до Митрополитской улицы преобладает многоэтажная застройка, на остальном протяжении преимущественно одноэтажная жилая застройка, частично — промышленная и складская территория. До 1960-х годов имела магистральное значение, являлась одной из центральных улиц города. С марта 1971 года от проспекта Мира до бульвара Шевченко проложена троллейбусная линия на Левый берег.